# Віра Крива
Ві́ра Крива (Паук) — українська поетеса, діячка української діаспори в США.

## З біографії
Народилася у Львові. Представниця 4-ї хвилі української діаспори в США. Мешкає в Детройті.

## Творчий доробок
Авторка трьох збірок поезій. Зокрема:
- «Журавлині ключі» (Поезії). — Сміла: Видавництво «Тясмин», 2005.
- «Україна далека і близька» (Поезії). — Дніпропетровськ: Видавництво «Пороги». Серія «Видання журналу „Бористен“», 2008. — 190 с.

Окремі статті: